# Trofeul Popeci 2012
Il Trofeul Popeci 2012 è stato un torneo professionistico di tennis femminile giocato sulla terra rossa. È stata la 6ª edizione del torneo, che fa parte dell'ITF Women's Circuit nell'ambito dell'ITF Women's Circuit 2012. Si è giocato a Craiova in Romania dall'11 al 17 giugno 2012.

## Partecipanti

### Teste di serie
| Nazionalità | Giocatrice        | Ranking* | Testa di serie |
| ----------- | ----------------- | -------- | -------------- |
| Bulgaria    | Elica Kostova     | 154      | 1              |
| Italia      | Anna Floris       | 191      | 2              |
| Germania    | Dinah Pfizenmaier | 198      | 3              |
| Romania     | Elena Bogdan      | 203      | 4              |
| Serbia      | Aleksandra Krunić | 230      | 5              |
| Lituania    | Lina Stančiūtė    | 239      | 6              |
| Italia      | Annalisa Bona     | 243      | 7              |
| Russia      | Irina Chromačëva  | 245      | 8              |

- Ranking al 28 maggio 2012.

### Altre partecipanti
Giocatrici che hanno ricevuto una wild card:
- Camelia Hristea
- Diana Marcu
- Ioana Loredana Roșca
- Ana Mihaela Vlăduțu

Giocatrici che sono passate dalle qualificazioni:
- Cristina Adamescu
- Indire Akiki
- Andrea Gámiz
- Paula Kania

Giocatrici che hanno ricevuto un entry come special exempt:
- María-Teresa Torró-Flor

## Campionesse

### Singolare
- María-Teresa Torró-Flor ha battuto in finale  Andreea Mitu con il punteggio di 6–3, 6–4

### Doppio
- Renata Voráčová /  Lenka Wienerová hanno battuto in finale  Paula Kania /  Irina Chromačëva con il punteggio di 2–6, 6–3, [10–6]